# 日本驻新民领事馆旧址
日本驻新民领事馆是二十世纪初日本国政府驻新民府的领事馆，现存旧址位于辽宁省沈阳市新民市新华路40号。目前，该建筑是沈阳市文物保护单位。

## 历史
1905年，日俄奉天会战之后，日本在奉天设立了奉天军政署，实行军事管制。1906年5月27日，日本驻奉天领事馆在小西门附近正式设立。1905年12月22日，大清和大日本帝国在北京签署《中日会议东三省事宜条约》，同意将包括新民府在内的14个城市作为商埠开通。1906年11月15日，日本驻新民领事馆作为日本驻奉天总领事馆的分支机构在新民府成立。1936年10月31日，日本驻新民领事馆关闭。

## 建筑
日本驻新民领事馆建于1926年，地上一层。后来改为日本宪兵队驻地，内有地下室和水牢。